# Дени Авдија
Дени Авдија (хебр. דני אבדיה, Бет Зера, 3. јануар 2001) је израелско-српски професионални кошаркаш за Вашингтон визардсе из Националне кошаркашке асоцијације (НБА). Игра на позицији бека.
Син бившег кошаркаша Зуфера Авдије, кошарку је почео да игра у четвртом разреду за родни клуб Бнеи Херцелија, а потом 2013. године за Макаби из Тел Авива. Истицао се као млади играч. За њихов сениорски тим дебитовао је 2017. године, са 16 година, поставши најмлађи играч у историји клуба. Две године касније, постао је најмлађи играч који је икада освојио награду за МВП израелске кошаркашке Премијер лиге и довео свој тим до шампионата израелске кошаркашке Премијер лиге.
Авдија се 2020. године пријавио за НБА драфт, а драфтовали су га Вашингтон визардси. Такође је члан сениорске кошаркашке репрезентације Израела. Освојио је две златне медаље за Израел на омладинском нивоу, укључујући и на ФИБА У20 Европском првенству 2019, где је проглашен за најкориснијег играча турнира.

## Младост и омладинска каријера
Авдија је рођен у кибуцу Бет Зера, одакле му је мајка (јеврејског порекла). Његов отац Зуфер Авдија (етничког горанско-муслиманског порекла) је играо за репрезентацију Југославије пре него што се преселио у Израел да би играо за разне локалне израелске тимове.
Играо је фудбал до поласка у четврти разред, када је почео да се фокусира на кошарку. Године 2013. прешао је у омладинске редове Макабија из Тел Авива, где је играо код тренера Шаја Омера. Од 2017. до 2019. Авдија је водио Макаби Тел Авив на три узастопна израелска државна првенства за младе. У августу 2018. учествовао је на Кошарка без граница, Европа у Београду, где је проглашен за МВП кампа.
Авдија се у почетку такмичио на омладинском нивоу за КК Бнеи Херцлију, а у јануару 2019. Авдија је играо за У18 тим Макабија из Тел Авива на Адидасовом турниру следеће генерације (АНГТ) у Минхену. Изабран је у тим за све турнире након што је водио са 24,3 поена, 6 асистенција и 3,8 украдених лопти по утакмици и индексом перформанси од 31,5. Авдија је такође био други међу свим играчима са 11 скокова по утакмици, док је помогао свом тиму да заврши на другом месту. У фебруару 2019. године, на НБА Ол-Стар викенду у Шарлоту, Северна Каролина, Авдија је проглашен за МВП-а Глобалног кампа Кошарка без граница. У мају се придружио У18 тиму Макабија из Тел Авива за АНГТ финале. Он је освојио тимске почасти на целом турниру након што је водио са 24,7 поена и 12 скокова по утакмици са ПИР од 29,7, док је био други са 6,7 асистенција по утакмици.

## Каријера

### Клупска
Aвдија је кошарком почео да се бави са осам година. У млађим категоријама играо је за Бнеи Херцлију, а потом и за Макаби из Тел Авива. Дана 5. новембра 2017. године потписао је професионални шестогодишњи уговор са Макабијем из Тел Авива. Дана 19. новембра 2017. године забележио је први наступ за сениорски тим Макабија. У тренутку овог дебија Авдија је имао свега 16 година и 320 дана, те је тако постао најмлађи првотимац у дотадашњој историји клуба.

#### Вашингон визардс (2020–)
Авдија је изабран као девети избор на НБА драфту 2020. од стране Вашингтон визардса. Предвиђено је да консензусом буде топ 5 избора на драфту, али је пао. Потписао је почетнички уговор са Визардсима 1. децембра 2020. године.
Авдија је 9. јануара 2021. забележио рекорд у НБА каријери са 20 поена и погодио пет тројки, уз пет скокова, пет асистенција и две украдене лопте у поразу од Мајами хита са 128–124. Авдија је 21. априла доживео прелом десног скочног зглоба током победе од 118–114 против Голден Стејт вориорса.
Дана 14. фебруара 2022, Авдија је постигао рекорд каријере у скоковима са 15 против Детроит пистонса. Током сезоне 2021–22, Авдија је одиграо све 82 утакмице, уз просек од 8,4 поена, 5,2 скока и 2,0 асистенције по утакмици.

### Репрезентативна
Авдија је репрезентативац Израела. Са младом селекцијом националног тима освајао је златне медаље на Европском првенству 2018. и 2019. године.

## Лични живот
Његов отац Зуфер Авдија је рођен у Приштини, тадашњој СФРЈ, и он је српско-израелски држављанин горанско-муслиманског порекла. Као професионални кошаркаш Југославије и Израела, Зуфер је провео 11 година играчке каријере у Црвеној звезди и био капитен тима 1980-их, да би 1990-их прешао у Премијер лигу Израела и одиграо 8 сезона за израелске клубове Рамат ХаШарон, Ришон, Хапоел Тел Авив и Елитзур Бат Јам. Такође је представљао репрезентацију Југославије на међународном нивоу, са којом је освојио бронзану медаљу на ФИБА Светском првенству 1982. Авдијина мајка, Шарон Арци, израелска Јеврејка из кибуца Бет Зера, бивша је атлетичарка и кошаркашица.
Авдија има двојно држављанство Израела и Србије, ово друго јер му је отац српски држављанин. Када је напунио 18 година, добио је одгоду обавезне службе у Израелским одбрамбеним снагама (ИДФ) због кошаркашке каријере. Дана 1. априла 2020. године, док је кошаркашка сезона прекинута због пандемије ковида-19, Авдија је позван у ИД на кратку службу.
У интервјуу за драфт НБА НБА 2020. Авдија је рекао да је "Мој тата Зуфер Авдија. Рођен је на Косову, Србији. Био је кошаркаш репрезентације Југославије и неколико тимова у Израелу", наступајући са ревером израелске и српске заставе.

## Статистика

### НБА
| Сезона  | Екипа              | ОУ  | СУ | МПУ  | ПШ%  | 3П%  | СБ%  | СПУ | АПУ | УПУ | БПУ | ППУ |
| ------- | ------------------ | --- | -- | ---- | ---- | ---- | ---- | --- | --- | --- | --- | --- |
| 2020–21 | Вашингтон визардси | 54  | 32 | 23.3 | .417 | .315 | .644 | 4.9 | 1.2 | .6  | .3  | 6.3 |
| 2021–22 | Вашингтон визардси | 82* | 8  | 24.2 | .432 | .317 | .757 | 5.2 | 2.0 | .7  | .5  | 8.4 |
| Career  | Career             | 136 | 40 | 23.8 | .426 | .316 | .729 | 5.1 | 1.7 | .7  | .4  | 7.6 |

## Успеси

### Клупски
- Макаби Тел Авив:
  - Првенство Израела (3): 2017/18, 2018/19, 2019/20.

### Репрезентативни
- Европско првенство до 20 година: 
  -  2018, 2019.

### Појединачни
- Најкориснији играч Европског првенства до 20 година (1): 2019.